# Stepan Bilak
Stepan Biljak ukr. Степан Юстин Біляк (ur. 11 czerwca 1890 we Lwowie, zm. 19 października 1950 w Miami) – ukraiński działacz polityczny, adwokat, poseł na Sejm II, III, IV i V kadencji w II RP, członek Centralnego Komitetu UNDO w latach 1925–1939.

## Życiorys
Ukończył prawo na Uniwersytecie Lwowskim, uzyskując stopień doktora praw. Przed 1914 należał do Towarzystwa Ukraińskich Strzelców Siczowych (plutonowy rezerwy). W latach 1918–1919 był sekretarzem Rady Narodowej Zachodnioukraińskiej Republiki Ludowej. Po wojnie polsko-ukraińskiej mieszkał w Gródku Jagiellońskim, gdzie był adwokatem i radnym miejskim, a od 1935 we Lwowie. Aresztowany w związku ze sprawą brzeską i osadzony w więzieniu śledczym we Lwowie, został zwolniony pod koniec listopada 1930.
Aresztowany przez NKWD we Lwowie 28 października 1939, przebywał w areszcie 4 miesiące.
Członek wielu ukraińskich organizacji politycznych i społecznych, prezes filii Proswity, członek zarządu Towarzystwa Ridna Szkoła, oraz Centralnego Komitetu UNDO. W 1944 współpracownik referatu zagranicznego Prowodu Organizacji Ukraińskich Nacjonalistów-Radykałów (OUN-B). Po wojnie na emigracji.